# 육원대
육원대(일본어: 陸援隊 리쿠엔타이[*])는 막말인 1867년 6월 27일 삿토 밀약에 따라 도사번 출신의 나카오카 신타로에 의해 조직되어 무력토막을 목적으로 활동한 낭사대이다.
나카오카와 그 동지 사카모토 료마의 협의로 발족하여 대장은 나카오카가 맡고 교토를 본거지로 했다. 대원은 존황양이 사상을 가진 번 출신의 낭인들로 보아서 총원 70명 이상이었다.
나카오카와 사카모토가 암살(오미야 사건)당한 뒤에는 다나카 미쓰아키, 다니 다테키 등이 지도했다. 이후 메이지 유신에 의해 어친병에 합병되었다.